# Pecten ossis pubis
Pektinealni greben Pecten ossis pubis (lat.) je greben preponske kosti na kojoj se nalazi gornja grana preponske kosti (lat. ramus superior ossis pubis), a završava sa kvržicom preponske kosti (lat. tuberculum pubicum), te se nastavlja u donju granu.